# بروس بالترو
بروس بالترو (بالإنجليزية: Bruce Paltrow)‏ هو منتج أفلام وكاتب سيناريو وكاتب ومخرج أمريكي، ولد في 26 نوفمبر 1943 في بروكلين في الولايات المتحدة، وتوفي في 3 أكتوبر 2002 في روما في إيطاليا بسبب سرطان الفم.

## وصلات خارجية
- بروس بالترو على موقع IMDb (الإنجليزية)
- بروس بالترو على موقع ألو سيني (الفرنسية)
- بروس بالترو على موقع أول موفي (الإنجليزية)
- بروس بالترو على موقع قاعدة بيانات الأفلام السويدية (السويدية)
- بروس بالترو على موقع قاعدة بيانات الفيلم (الإنجليزية)
- بروس بالترو على موقع كينوبويسك (الروسية)